# 戴尔·马丁
戴尔·B·马丁（英語：Dale Basil Martin，1954年—）是一位美国新約聖經学者，耶鲁大学教授，在耶鲁大学开放课程中有开设26节课的《新约及其历史背景》（Introduction to New Testament History and Literature）。